# Alloderma maculipennis
Alloderma maculipennis är en stekelart som beskrevs av William Harris Ashmead 1904. Alloderma maculipennis ingår i släktet Alloderma och familjen puppglanssteklar. Inga underarter finns listade i Catalogue of Life.